# Weltpolitik de Guillaume II
 (juin 2014).
Si vous disposez d'ouvrages ou d'articles de référence ou si vous connaissez des sites web de qualité traitant du thème abordé ici, merci de compléter l'article en donnant les références utiles à sa vérifiabilité et en les liant à la section « Notes et références ».
Le terme de Weltpolitik de Guillaume II - traduit littéralement par « Politique mondiale de Guillaume II » - désigne la politique étrangère de l'empereur allemand Guillaume II, dernier Kaiser, au pouvoir du 15 juin 1888 au 9 novembre 1918.

## Vision du monde et personnalité deGuillaumeII

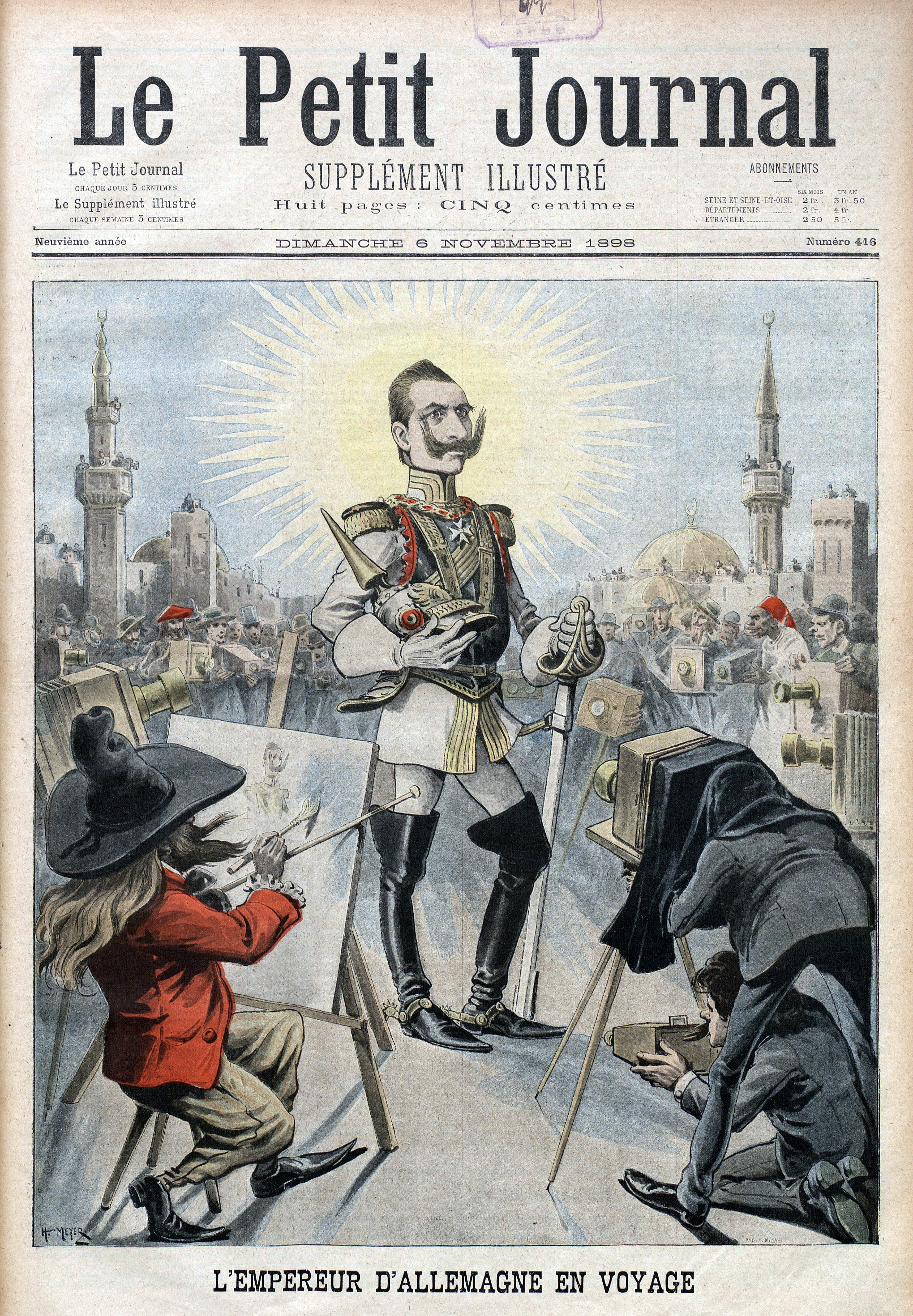
Une du journal satirique français Le Petit Journal du 6 novembre 1898.

La politique étrangère de l'Empire allemand fut, pendant la période de son règne, fortement marquée par la personnalité du Kaiser, homme intelligent mais également autocrate et parfois velléitaire. Certaines de ses déclarations intempestives provoquent des crises diplomatiques graves, notamment en octobre 1908 l'Affaire du Daily Telegraph, et alimentent le courant germanophobe au Royaume-Uni et en France. Dans ses Mémoires, le chancelier von Bülow écrit qu'il passe un temps considérable à rattraper les gaffes du souverain.
Mais cette vision de la politique étrangère est largement en accord avec une opinion publique allemande demandant une politique étrangère plus active et un pays qui voit la montée en puissance des groupes nationalistes comme la Ligue pangermaniste.
Changeant selon l'humeur du souverain, la Weltpolitik de Guillaume va cependant obtenir quelques résultats, modestes par rapport à ceux de la France et de la Grande-Bretagne, mais les quelques succès engrangés à travers le monde ne pourront compenser la détérioration de la position de l'Allemagne en Europe car sa politique extérieure personnelle sera surtout lourde de conséquences pour l'équilibre européen.

## «Germanisation» de l'Alsace et de la Lorraine

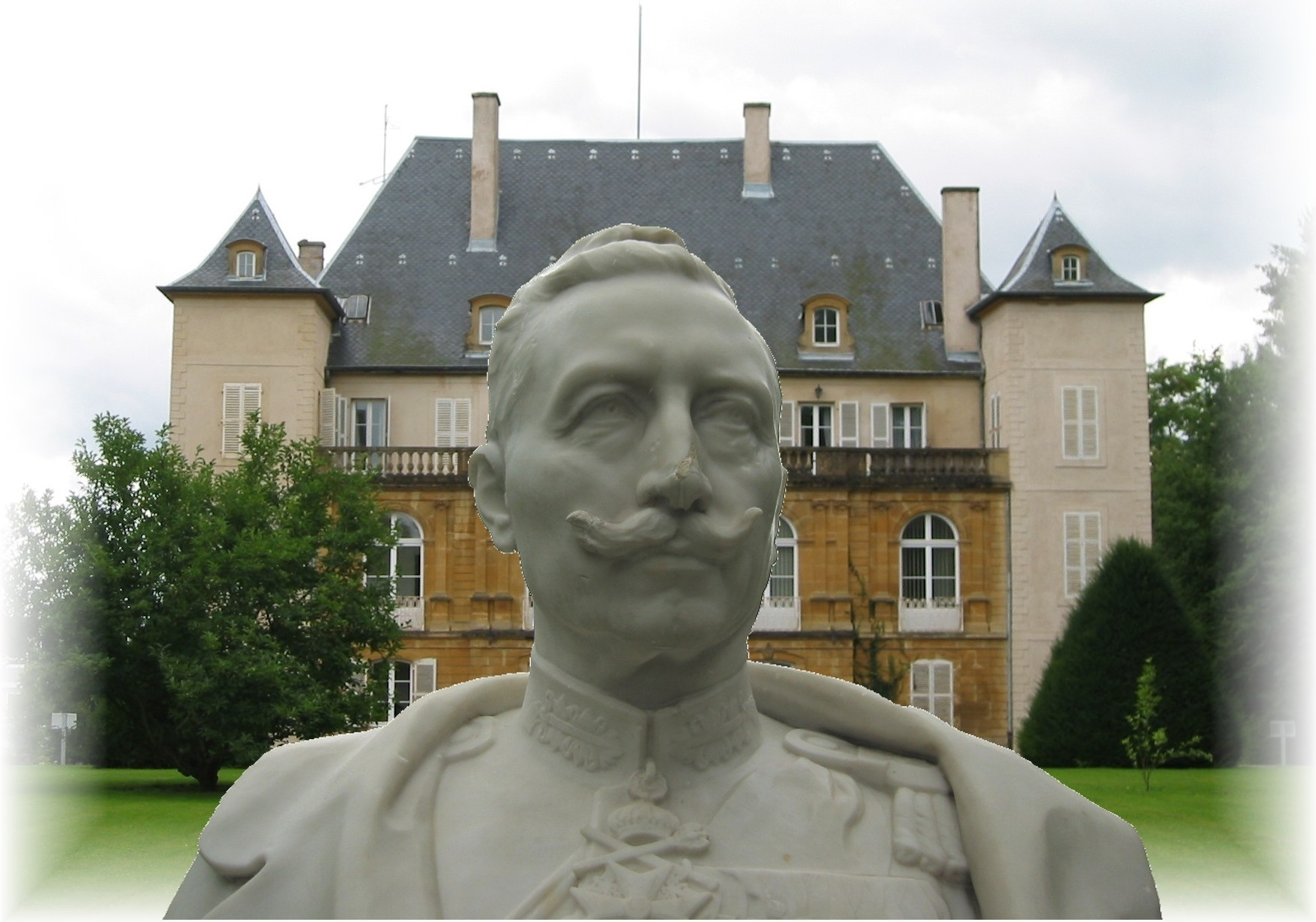
Le château d'Urville et le buste du Kaiser.

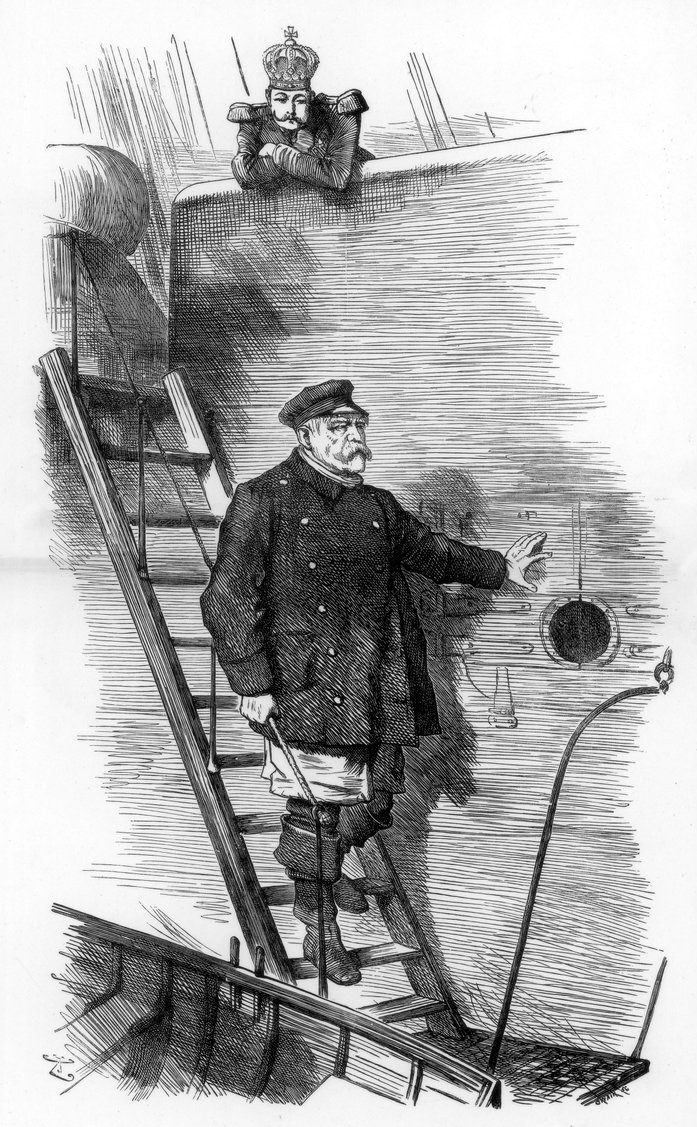
Dropping the pilot, caricature de Sir John Tenniel publiée dans le magazine satirique britannique Punch lors de l'éviction de Bismarck en 1890.

Soucieux de s'attirer la sympathie de ses sujets lorrains et alsaciens, il acheta le château d'Urville près de Courcelles-Chaussy, où il résida fréquemment.
Il fit construire le quartier impérial de Metz (la gare centrale, la poste centrale, le lycée de jeunes filles qui deviendra plus tard le lycée Georges-de-La-Tour, etc.), actuellement proposée au patrimoine mondial de l'Unesco par la ville de Metz, le temple neuf, le Palais du Gouverneur qui fut sa résidence messine et dota la cathédrale d'un portail néo-gothique selon la mode du temps, qui était de rendre plus « gothique » le bâtiment, et sur lequel il figure le prophète Daniel. Il fit également réaliser des fouilles à l'emplacement de l'ancien amphithéâtre gallo-romain de Metz, au Sablon. Ces recherches ont permis de faire de nombreux croquis de cet édifice romain. En 1903, il viendra en visite sur le site, et c'est plusieurs années plus tard qu'il stoppera les fouilles ; dans le but de permettre à ses successeurs de continuer les recherches, il fit enfouir ses découvertes sous du sable de Moselle. 
À Strasbourg, il fit édifier le prestigieux palais impérial, aujourd'hui palais du Rhin, sur la Kaiserplatz, où il résida rarement, qualifiant cet édifice de « maison pour éléphant ». Le quartier sud de la ville, les bâtiments civils et militaires, l'université de la ville, ont été construits principalement sous son règne.
En 1911, le Reichstag vota une loi faisant du Reichsland un Land au même titre que les autres Länder du Reich ; néanmoins la situation resta tendue comme le montre l'incident de Saverne (1913/1914) qui eut des répercussions nationales et internationales.
Guillaume II fit également restaurer le château du Haut-Koenigsbourg en ruine depuis le XVIIe siècle. L'inscription qu'on voit sur la grille de la cheminée de la salle des fêtes : « Je n'ai pas voulu cela » (« Ich habe es nicht gewollt »), datée de 1917, qui marquerait sa désapprobation de la Grande Guerre, n'est probablement pas de lui.

## Politique européenne

### Rapprochement avec l'Empire ottoman

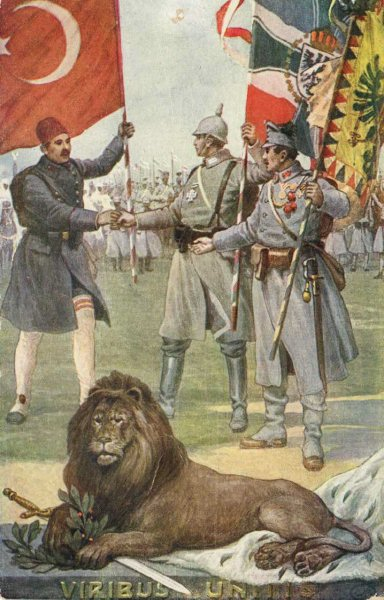
Affiche de propagande célébrant l'alliance entre l'Empire ottoman, l'Allemagne et l'Autriche-Hongrie pendant la Première Guerre mondiale.

C'est avec l'Empire ottoman que la politique internationale du Kaiser remporte les succès les plus visibles. 
Au XIXe siècle, l'Empire ottoman - surnommé « l'homme malade de l'Europe » par l'empereur russe Nicolas Ier en 1853, lors d'une conversation avec l'ambassadeur britannique - diminue territorialement, mais entame un processus de modernisation afin de retrouver sa puissance et sa prospérité d'antan. La mission militaire allemande, à partir de 1882, contribue fortement à la modernisation de l'armée ottomane. 
En 1898, Guillaume II y effectue une visite d'État. À Damas, il tient un discours où il assure « les 300 millions de musulmans dispersés dans le monde » du soutien de l'empereur allemand, propos qui éveillent la méfiance des Britanniques et des Russes qui considèrent le Proche-Orient comme leur chasse gardée. C'est au Reich que l'Empire ottoman confie la construction du chemin de fer de Bagdad, entreprise gigantesque (4 000 km de voies ferrées avec le droit d'exploiter les richesses minières situées sur une distance de 20 km le long de la voie) dont l'Allemagne assure l'essentiel du financement avec un appoint austro-hongrois, italien et suisse.
En 1913, la défaite ottomane lors de la Seconde Guerre balkanique amène les Jeunes-Turcs (Parti Union et Progrès) au pouvoir. Leur volonté de relever l'empire les entraîne dans l'alliance allemande, cause de l'engagement de l'Empire ottoman dans la Première Guerre mondiale.

## Politique coloniale

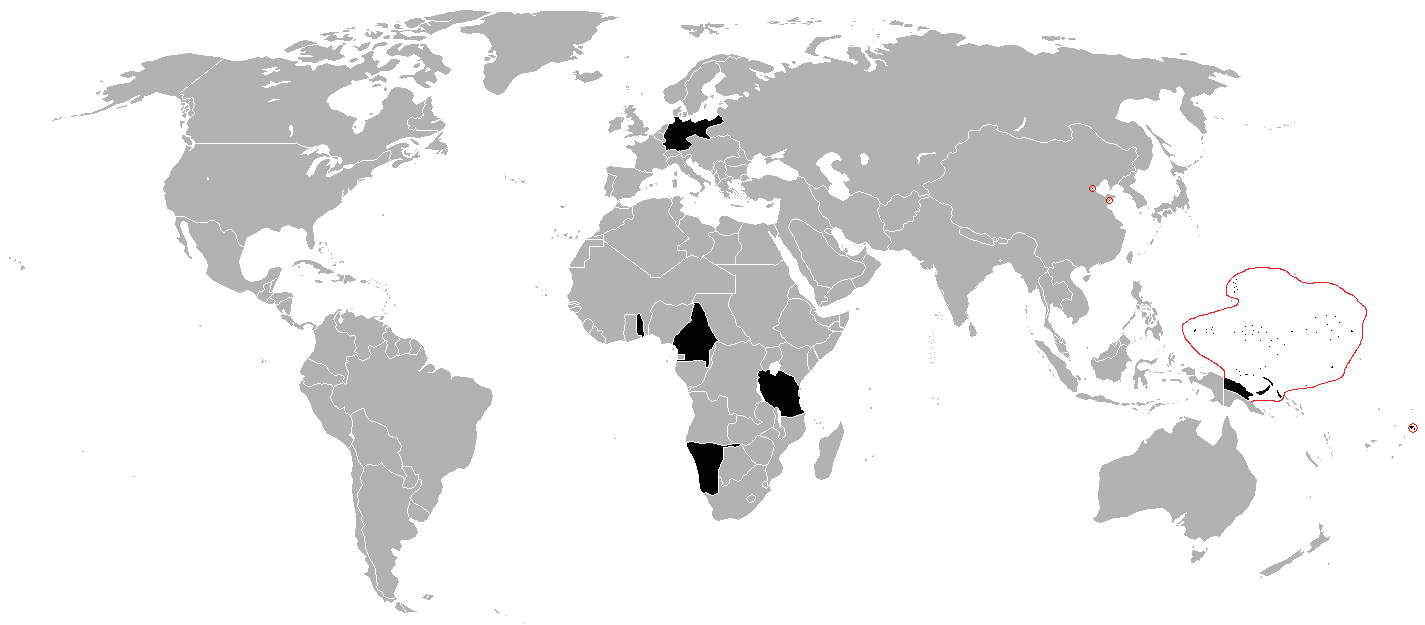
Carte des possessions territoriales, à l'apogée, de l'Empire allemand (en 1914)

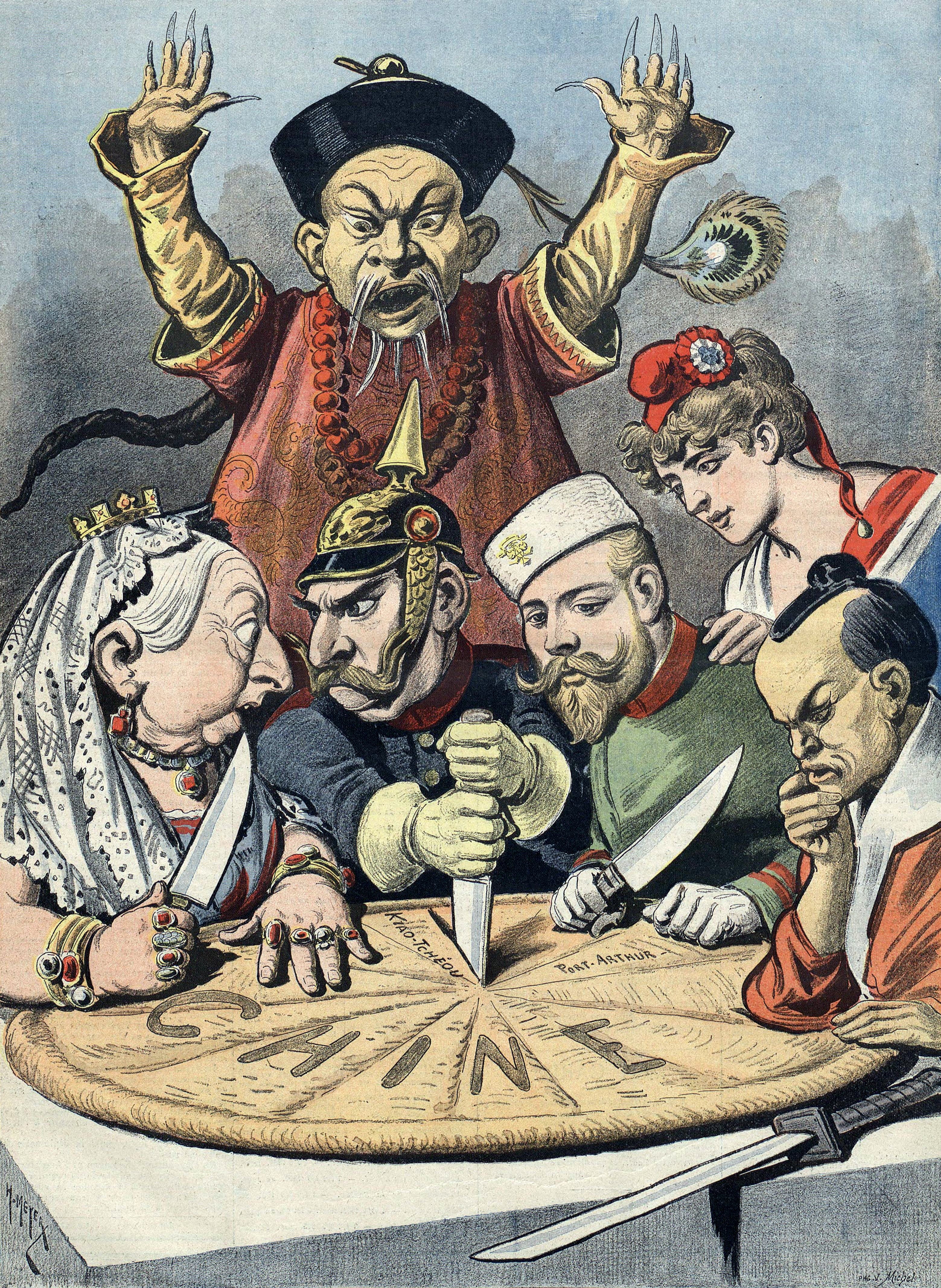
Caricature politique française de la fin des années 1890. Une galette représentant la Chine est partagée par Guillaume II, Victoria du Royaume-Uni,, la Marianne française et l’empereur Meiji du Japon.

À partir de 1883, l'Allemagne a conquis des territoires en Afrique, en Asie et en Océanie, qui seront appelés territoires de protectorats (Schutzgebiete) :
- l'Afrique orientale allemande (Deutsch-Ostafrika), capitale Dar-es-Salam ;
- le Sud-Ouest africain (Deutsch-Südwestafrika), capitale Windhuk ;
- le Cameroun, capitale Buéa ;
- le Togo (Togoland), capitale Lomé ;
- le territoire de Kiao-Tcheou en Chine, capitale Tsing-tao ;
- le groupe de colonies de la Nouvelle-Guinée (partie orientale de la Nouvelle-Guinée, archipel Bismarck, îles Salomon, îles Marshall, les Carolines et les Mariannes) administré à partir de Rabaul ;
- le groupe de colonies des îles Samoa.

Après le départ de Bismarck en 1890, Guillaume II a le champ libre pour appliquer ses idées en matière de colonisation. Il veut faire de l'Allemagne, comme le Royaume-Uni et la France, un empire mondial. Pour ce faire, il dispose des relais d'opinion que constituent les associations pangermanistes (le Alldeutscher Verband fut fondé en 1891), le Flottenverein et les associations coloniales. Le Reich veut d'abord mener une politique active en direction des pays d'outre-mer, se détournant par là de la politique bismarckienne qui avait réussi à imposer l'hégémonie allemande en Europe et à modérer les ardeurs brouillonnes colonialistes.
Avec sa Weltpolitik, les priorités semblent s'inverser : la Wilhelmstrasse semble négliger le système d'alliances européennes au profit de coûteuses aventures exotiques au succès incertain.
C'est vers la Chine, le Maroc, l'Afrique du Sud et la Turquie que se tournent les intérêts allemands.
En Chine, où l'Allemagne possède depuis 1898 quelques comptoirs, la révolte des Boxers et l'assassinat du chargé des affaires allemand, fournit à Berlin l'occasion d'une démonstration militaire qui accroît son prestige : le corps expéditionnaire européen envoyé en Chine pour réduire cette révolte est placé sous le commandement d'un proche de Guillaume II, le comte Waldersee.
Alors que la compétition coloniale exacerbe la rivalité franco-britannique, les relations entre le Royaume-Uni et le Reich se détendent, Londres cherchant à rompre sa Splandid isolation : les deux puissances envisagent même une alliance, mais les intérêts allemands et britanniques sont déjà trop éloignés pour qu'un accord aboutisse. En Afrique du Sud, l'Allemagne, après avoir en 1896 assuré de son soutien le président Kruger, renonce en 1898 à soutenir le Transvaal et reste neutre pendant la seconde guerre des Boers, espérant obtenir des Britanniques des compensations territoriales en Afrique centrale.
Au Maroc, État indépendant que convoite la France, des commerçants allemands se sont installés. Cette colonie, qui ne dépasse pas les 150 personnes, est cependant très active et les négociants allemands implantés au Maroc espèrent bien que le Reich défendra leurs intérêts lorsque la question d'un partage des influences européennes au Maroc sera à l'ordre du jour. La Wilhelmstrasse, consciente des devoirs qu'imposent à l'Allemagne son nouveau statut, espère bien participer au règlement de la question marocaine, soutenue par une opinion publique sans cesse entretenue par les associations pangermanistes les plus militantes dans l'idée que le Reich peut acquérir des territoires dans cette région du monde. Ces frictions débouchent sur la crise marocaine de 1905-1906 et la question marocaine constitue le principal objet de contentieux extérieur entre Paris et Berlin durant ces années. L'affaire rebondit avec la crise d'Agadir en 1911 résolue par l'accord du 4 novembre 1911.

Drapeau colonial allemand
Drapeau de l'Afrique orientale allemande
Drapeau du Cameroun allemand
Drapeau du Togoland (Togo allemand)
Drapeau du Sud-Ouest africain allemand
Drapeau des îles Samoa allemandes
Drapeau de la Nouvelle-Guinée allemande

## Politique navale

### Rivalité navale anglo-allemande
À la fin du XIXe siècle, la Grande-Bretagne, première puissance navale et coloniale de l'époque, tient à confirmer la supériorité de sa Royal Navy. En 1883, le Royaume-Uni possède 38 cuirassés, deux fois plus que la France et à peu près autant que le reste du monde réuni. En 1888, la peur d'une guerre avec la France et l'accroissement de la flotte russe font redémarrer la construction navale : le British Naval Defence Act de 1889 entraîne la construction de huit nouveaux cuirassés britanniques. Dans ces dernières années du XIXe siècle et au tout début du XXe siècle, la course à la construction des cuirassés est attisée par l'opposition entre le Royaume-Uni et l'Allemagne. 
En 1897, le tonnage de la flotte de guerre allemande représente 10 % de celui de la Navy. Guillaume II confie à l'amiral Tirpitz le soin de rattraper ce retard. Les lois allemandes de 1890 et 1898 autorisent la construction d'une flotte de 38 cuirassés, ce qui menace l'équilibre naval. Si la Grande-Bretagne répond par davantage de nouveaux navires, elle n'en a pas moins perdu une grande partie de sa suprématie. 
À partir de 1906, les deux puissances produisent des bateaux encore plus puissants, Tirpitz se décidant à développer les sous-marins. En dépit de tous ces efforts, en 1913, la flotte de haute mer allemande ne représente toujours que 40 % de la Navy.

## Jeu des alliances
Cette politique offensive favorise le rapprochement franco-anglais matérialisé par l'Entente cordiale en 1904.
Le Royaume-Uni obtint des ententes amicales avec la France et la Russie pour parer la menace navale allemande, créant dès lors une division de l'Europe en deux alliances rivales de grandes puissances : la Triple-Entente de la France, de la Russie et du Royaume-Uni ; et la Triple-Alliance (ou Triplice) regroupant l'Allemagne, l'Autriche-Hongrie et l'Italie (voir Première Guerre mondiale). Ces jeux d'alliances augmentèrent considérablement le risque de guerre généralisée, un conflit entre un membre d'une alliance avec un membre de l'autre alliance suffisant à entraîner les autres membres dans la guerre par invocation de l'alliance ou par présomption que l'autre camp invoquera son alliance respective. C'est ce qui se produisit de juillet à août 1914 : l'Allemagne appuya l'Autriche-Hongrie contre la Russie dans les Balkans et, considérant que n'importe quel conflit requerrait la mobilisation allemande face à la France, appliqua son plan Schlieffen. Le plan Schlieffen impliqua la violation de la neutralité de la Belgique, donnant un casus belli au Royaume-Uni via le Traité de Londres.